# Бренда Ремілтон-Ворд
Бренда Ремілтон-Ворд (англ. Brenda Remilton-Ward; нар. 24 лютого 1956) — колишня австралійська тенісистка.
Здобула 1 парний титул туру WTA.
Найвищим досягненням на турнірах Великого шолома був чвертьфінал в парному розряді.

## Фінали Туру WTA

### Парний розряд (1–4)
| Результат | Дата     | Турнір                             | Покриття | Партнерка    | Суперниці                     | Рахунок       |
| --------- | -------- | ---------------------------------- | -------- | ------------ | ----------------------------- | ------------- |
| Перемога  | Жов 1982 | Borden Classic, Токіо, Японія      | Тверде   | Наоко Сато   | Лора Дюпонт Барбара Джордан   | 2–6, 6–3, 6–3 |
| Поразка   | Жов 1982 | Japan Open (теніс), Токіо, Японія  | Тверде   | Наоко Сато   | Лора Дюпонт Барбара Джордан   | 2–6, 7–6, 1–6 |
| Поразка   | Вер 1983 | Солт-Лейк-Сіті, США                | Тверде   | Аманда Браун | Клаудія Монтейру Івонн Вермак | 6–1, 3–6, 4–6 |
| Поразка   | Вер 1983 | Kansas City, США                   | Тверде   | Кріс О'Ніл   | Елізабет Смайлі Сенді Коллінз | 5–7, 6–7      |
| Поразка   | Жов 1983 | Borden Classic 1983, Токіо, Японія | Тверде   | Наоко Сато   | Кріс О'Ніл Пем Вайткросс      | 7–5, 6–7, 3–6 |